# Mr. Doctor
Мистер Доктор  (Марио Пансьера) — итальянский певец, музыкант и композитор. Он является лидером рок-группы Devil Doll.
В течение 20 лет, с момента создания группы в 1987 году, он скрывал свою личность, рассказывая лишь о том, что он родился в Словении, имеет итальянские корни и живёт в Венеции. После 1992 года, когда он подвергся жёсткой цензуре во время телевизионной премьеры Sacrilegium, он долгое время отказывался давать интервью. Его настоящее имя, Марио Пансьера, стало известно только после выхода в 2007 году его книги «45 революций (полная дискография британского панка, мода, пауэр-попа, новой волны, NWOBHM и инди-синглов 1976–1979, том I)».

## Дискография
- The Mark of the Beast (1988) (существует только одна копия)
- The Girl Who Was… Death (1989)
- Eliogabalus (1990)
- Sacrilegium (1992)
- The Sacrilege of Fatal Arms (1993)
- Dies Irae (1996)

## Цитаты
"A man is less likely to become great the more he is dominated by reason: few can achieve greatness – and none in art – if they are not dominated by illusion." Heading of the advertisement by Mr. Doctor to recruit members for the original lineup of Devil Doll
(«Чем больше в человеке преобладает разум, тем меньше вероятность, что он станет великим: лишь немногие могут достичь величия — и никто в искусстве, — если в них не преобладает иллюзия».Заголовок объявления мистера Доктора о наборе участников в первоначальный состав Devil Doll)
"This is a painting, not a graphic work." Mr. Doctor, in response to why only one copy of The Mark of the Beast was pressed. ("Это картина, а не графическое произведение." Мистер Доктор, в ответ на вопрос, почему был напечатан только один экземпляр «Метка зверя»,)